# Burchhard Swibert Schiverek
Burchhard Swibert Schiverek (ur. 1 marca 1742 w Brilon, zm. 29 sierpnia 1806 w Krakowie) – austriacki botanik i wykładowca, rektor Uniwersytetu Leopolda i Franciszka w Innsbrucku i Uniwersytetu Józefińskiego we Lwowie, wolnomularz.

## Życiorys
Studiował filozofię w Fuldzie (doktorat w 1769) oraz, w Würzburgu i Wiedniu, medycynę (doktorat 15 października 1775). Od tego czasu wykładał w Innsbrucku (dziekan od 1777; rektor od 1782). Na wydziale medycyny nauczał botaniki i chemii.
Schiverek przybył do Lwowa jesienią 1783. Na lwowskiej uczelni zorganizował laboratorium, które zaadaptowano w dawnej kaplicy; od 1784 wykładał botanikę i chemię. Cesarz Józef II Habsburg polecił Schiverekowi zorganizowanie ogrodu botanicznego, który ostatecznie nie powstał. Na podwórzu domu uniwersyteckiego, w którym mieszkali wykładowcy, hodował kury, co było powodem skarg. W 1785 był dziekanem wydziału medycyny. W latach 1786–1787 i 1798–1799 był rektorem lwowskiego uniwersytetu.
W 1805 został przeniesiony do Krakowa, gdzie objął jedną z katedr na Uniwersytecie Jagiellońskim.
Zajmował się badaniami nad florą Alp. Przygotowywał atlas grzybów, który nie został wydany. Był członkiem tyrolskiego towarzystwa naukowego oraz lóż wolnomularskich w Innsbrucku i Lwowie.